# Piotr Suchora
Piotr Suchora (ur. 18 stycznia 1943 w Lublinie, zm. 11 lutego 1985 w Tczewie) – polski aktor, pedagog, ojciec aktorki Agnieszki Suchory.

## Życiorys
Absolwent Gimnazjum im. Stanisława Staszica w Lublinie. W 1966 ukończył studia z zakresu filologii polskiej na UMCS. W czasie studiów występował na deskach teatru studenckiego Gong II. Pracę w teatrze zawodowym rozpoczął w 1966 w Teatrze im. Osterwy w Lublinie – początkowo jako bibliotekarz, a następnie statysta. W tym czasie współpracował z kabaretem Czart, występującym w lubelskiej kawiarni Pod Czarcią Łapą.
W 1971 zdał egzamin eksternistyczny i uzyskał dyplom aktora dramatycznego. W 1979 przeprowadził się do Gdańska i od tego czasu był członkiem zespołu aktorskiego tamtejszego Teatru Wybrzeże. Równolegle prowadził zajęcia w Studium Aktorskim, a także w Centrum Edukacji Teatralnej Dzieci i Młodzieży w Gdańsku. W latach 80. był związany z teatrem podziemnym – wraz z Haliną Winiarską i Jerzym Kiszkisem jeździł po Polsce, wystawiając Treny Jeremiasza, w przekładzie Czesława Miłosza.
Kilkakrotnie występował w spektaklach Teatru Telewizji – w 1981 zagrał jedną z głównych ról w spektaklu Ostatnie tygodnie, ostatnie dni, ostatnie godziny, w reż. Marii Kaniewskiej (jako major Sucharski).
Zginął w wypadku samochodowym w Tczewie na trasie E-16, jadąc jako pasażer taksówki Fiat 125p, która najechała na wystającą z bocznej drogi stojącą skrzynię ładunkową ciężarówki KAMAZ (ranni zostali wtedy dwaj inni pasażerowie – także członkowie Teatru Wybrzeże). Wybierał się wtedy z przedstawieniem pt. Walka o nowego obywatela swojego autorstwa do dzieci na wsi. Został pochowany w grobowcu rodzinnym na cmentarzu katolickim w Sopocie.

## Role filmowe
- 1970: Akt przerywany
- 1974: Ile jest życia jako Małolepszy
- 1980: Narodziny miasta jako Kazimierz Rusinek
- 1981: Człowiek z żelaza
- 1981: Ostatnie tygodnie, ostatnie dni, ostatnie godziny jako mjr Henryk Sucharski
- 1983: Ślub jako Dostojnik

Źródło: Filmpolski.pl.